# Patrick Awuah Jr.
Patrick Awuah Jr. (nascido em 1965) é um engenheiro, educador e empreendedor ganês que fundou a Universidade Ashesi em 2002, uma instituição privada e sem fins lucrativos que tem uma reputação de inovação e qualidade de educação em Gana. Ele ganhou muito prêmios como indivíduo e como fundador da Universidade Ashesi. Patrick estudou engenharia e economia na Swarthmore College e fez MBA na UC Berkeley’s Haas School of Business. Ele também é membro da Iniciativa da Liderança Africana da Rede Global de Liderança Aspen. Patrick trabalhou como gerente de programa para a Microsoft de 1989 a 1997, liderando o desenvolvimento de tecnologias de internet discada, o que lhe garantiu reputação por concluir projetos difíceis. Na Microsoft, ele conheceu sua futura esposa, a engenheira de teste de software Rebecca Awuah.